# 완드류 라우린두 시우바 멘돈사

## 개요
브라질 출신의 안산 그리너스 FC 소속 미드필더 (중앙 미드필더, 수비형 미드필더)이다.

## 팀 경력
레드불 브라간치누 (2020)
파울리스타 FC (2020/임대)
그레미우 아나폴리스 (2021)
AA 매과리 (2022)
안산 그리너스 FC (2023~)

## 안산 그리너스 FC와의 관계
2023년에 안산 그리너스 FC의 2023년에 입단하였다.

## 여담
팀에 입단하였을 때, "팀에 입단하여 영광입니다"라며 당찬 포부를 선보였다.